# 刺杜密
刺杜密（学名：Bridelia balansae），又名刺楠，为大戟科土密树属下的一个种。